# Glenavon Football Club
El Glenavon Football Club es un club de fútbol de Irlanda del Norte, con sede en Lurgan, Condado de Armagh. Fue fundado en noviembre de 1889, y compite en la NIFL Premiership, máxima categoría del fútbol norirlandés.
Es conocido por ser el primer equipo de provincia que logró el título de la Premiership en la temporada 1951-52, donde anteriormente todos los equipos campeones eran de la capital Belfast, también el primero en obtener el doblete, liga y copa en la Temporada 1956-57 y ser el primer equipo de Irlanda del Norte en competir en la Copa de Campeones de Europa en 1957-58, en los llamados años gloriosos durante la década de los años 1950.
Cuenta con un interesante récord en participaciones en torneos internacionales, ya que ha estado en 13 torneos continentales, donde su mejor participación ha sido en la Copa UEFA del año 1995-96, donde avanzó a la segunda ronda, eliminando al Werder Bremen de Alemania.
Tiene una rivalidad con el Portadown en el llamado Derbi del Centro de Ulster.

## Entrenadores
- Harry Walker (1950-54)
- Jimmy McAlinden (1954-68)
- Ted Smyth (1968)
- Joe Kinkead (1968-69)
- Jimmy Jones (1969-72)
- Eric Adair (1972-73)
- Brian Campbell (1974-75)
- Alan Campbell (1975-78)
- Billy McClatchey (1978-79)
- Billy Sinclair (1979-82)
- Terry Nicholson (1982-91)
- Alan Fraser (1991-94)
- Nigel Best (1994-98)
- Billy Hamilton (1998)
- Roy Walker (1998-00)
- Colin Malone (2000-03)
- Alfie Wylie (2003-04)
- Tommy Kincaid (2004-05)
- Jimmy Brown (2005-06)
- Colin Malone (2006-07)
- Terry Cochrane (2008)
- Stephen McBride (2008-09)
- Marty Quinn (2009-11)
- Gary Hamilton (2011-23)
- Stephen McDonnell (2023-)

## Palmarés

### Torneos nacionales
- Liga de Irlanda del Norte (3): 1951-52, 1956-57, 1959-60
- Copa de Irlanda del Norte (7): 1956-57, 1958-59, 1960-61, 1991-92, 1996-97, 2013-14, 2015-16
- Copa de la Liga (1): 1989-90
- Supercopa de Irlanda del Norte (2): 1992 (compartido), 2006
- City Cup (5): 1920-21, 1954-55, 1955-56, 1960-61, 1965-66
- Gold Cup (4): 1954-55, 1956-57, 1990-91, 1997-98
- Copa Ulster (3): 1954-55, 1958-59, 1962-63
- Floodlit Cup (2): 1988-89, 1996-97
- North-South Cup (1): 1962-63

### Torneos regionales
- County Antrim Shield (2): 1990-91, 1995-96
- Mid-Ulster Cup (27): 1897-98, 1901-02, 1904-05, 1906-07, 1908-09, 1910-11, 1924-25, 1925-26, 1930-31, 1932-33, 1937-38, 1947-48, 1957-58, 1965-66, 1971-72, 1976-77, 1983-84, 1985-86, 1988-89, 1990-91, 1998-99, 2004-05, 2009-10, 2010-11, 2017-18, 2018-19, 2020-21

## Participación en competiciones de la UEFA
| Temporada | Torneo             | Ronda             | Club                   | Ida | Vuelta | Global |
| --------- | ------------------ | ----------------- | ---------------------- | --- | ------ | ------ |
| 1957–58   | European Cup       | Preliminar        | AGF                    | 0–3 | 0–0    | 0–3    |
| 1960–61   | European Cup       | Preliminar        | Wismut Karl Marx Stadt | w/o | w/o    | N/A    |
| 1977–78   | UEFA Cup           | 1                 | PSV Eindhoven          | 2–6 | 0–5    | 2–11   |
| 1979–80   | UEFA Cup           | 1                 | Standard Liège         | 0–1 | 0–1    | 0–2    |
| 1990–91   | UEFA Cup           | 1                 | Bordeaux               | 0–0 | 0–2    | 0–2    |
| 1995–96   | UEFA Cup           | Preliminar        | FH                     | 0–0 | 1–0    | 1–0    |
| 1995–96   | UEFA Cup           | 1                 | Werder Bremen          | 0–2 | 0–5    | 0–7    |
| 2001–02   | UEFA Cup           | Clasificatoria    | Kilmarnock             | 0–1 | 0–1    | 0–2    |
| 2014–15   | UEFA Europa League | 1ª Clasificatoria | FH                     | 0–3 | 2–3    | 2–6    |
| 2015–16   | UEFA Europa League | 1ª Clasificatoria | Shakhtyor Soligorsk    | 1–2 | 0–3    | 1–5    |
| 2016-17   | UEFA Europa League | 1ª Clasificatoria | KR                     | 0–6 | 1–2    | 1-8    |
| 2018-19   | UEFA Europa League | 1ª Clasificatoria | Molde                  | 2–1 | 1–5    | 3–6    |